# Thomas Alexiev
Thomas Alexiev (* 19. August 2001) ist ein österreichischer Fußballspieler.

## Karriere
Alexiev begann seine Karriere beim FC Sturm 19 St. Pölten. Im März 2013 wechselte er in die Jugend des SKN St. Pölten. Im März 2019 spielte er erstmals für die Amateure des SKN in der Regionalliga. In der Saison 2018/19 kam er zu zehn Regionalligaeinsätzen, mit den SKN Juniors stieg er zu Saisonende jedoch in die Landesliga ab. Im Dezember 2019 stand er gegen den SCR Altach erstmals im Kader der Bundesligamannschaft der Niederösterreicher. In der COVID-bedingt abgebrochenen Landesligasaison 2019/20 kam er zu 16 Einsätzen. In der ebenfalls abgebrochenen Spielzeit 2020/21 absolvierte er acht Partien.
Im Mai 2022 debütierte der Innenverteidiger schließlich für die mittlerweile nur noch in der 2. Liga spielenden Profis des SKN, als er am 28. Spieltag der Saison 2021/22 gegen den SC Austria Lustenau in der Halbzeitpause für Marcel Pemmer eingewechselt wurde. Bis Saisonende kam er dreimal zum Einsatz. Im Juni 2022 erhielt Alexiev einen bis Juni 2024 laufenden Profivertrag beim SKN. Insgesamt kam er zu zehn Zweitligaeinsätzen für den SKN.
Nach seinem Vertragsende in St. Pölten wechselte er zur Saison 2024/25 zum Regionalligisten Kremser SC.